# Partido Democrático de Guinea Ecuatorial
Die Partido Democrático de Guinea Ecuatorial (Abkürzung PDGE, spanisch für Demokratische Partei Äquatorialguineas) ist die mit Abstand führende Partei des afrikanischen Staates Äquatorialguinea.

## Geschichte
Die Partei wurde 1986 vom äquatorialguineischen Präsidenten Teodoro Obiang Nguema Mbasogo gegründet und war bis 1991 die einzige zugelassene Partei des Landes.
Aufgrund ihrer autoritären Struktur und wegen Wahlmanipulationen und Unregelmäßigkeiten sowie wegen systematischer Unterdrückung oppositioneller Kräfte steht die Partei in der Kritik.

## Wahlergebnisse
Die PDGE erreichte bei den Parlamentswahlen folgende Ergebnisse:
- 1988: 41 von 41 Sitzen
- 1993: 68 von 80 Sitzen
- 1999: 75 von 80 Sitzen
- 2004: 68 von 100 Sitzen, gemeinsam mit der sogenannten „Demokratischen Opposition“ 98 von 100 Sitzen
- 2008: 99 von 100 Sitzen
- 2017: 99 von 100 Sitzen
- 2022: 100 von 100 Sitzen[4]